# 阿利坎特大学
阿利坎特大学（IPA：[univeɾsiˈtad dalaˈkant]，IPA：[uniβeɾsiˈðað ðe aliˈkante]，缩写）是位于西班牙东部阿利坎特省的一所公立大学。1968年开始运作，1979年正式建校。主校区位于该省首府阿利坎特以北的圣比森特德尔拉斯佩格。

## 历史
阿利坎特大学的前身是道明会教会创办的奥里韦拉大学（1610年-1808年）。1968年从巴伦西亚大学独立出学习中心。1979年正式建校。
| 阿利坎特大学学生人数推移 |
|                          |
| 来源：官方网站           |

## 教学
阿利坎特大学提供超过五十个学位涵盖社会科学、法律、实验科学、理工技术、博雅教育、教育学和醫療衛生科學等领域。大部分课程为西班牙语教学，英语也很常见，有时会有巴倫西亞語。
知名专业有西班牙语口译与笔译等。

## 校园
阿利坎特大学附近有阿利坎特-埃爾切機場。
阿利坎特大学是歐洲大學協會、孔波斯特拉大学网络和加泰罗尼亚维韦斯大学网络的成员之一。
该大学拥有米格尔·德·塞万提斯虚拟图书馆。它是伊比利亚美洲世界最大的数字化西班牙文历史文献开放获取资源库。

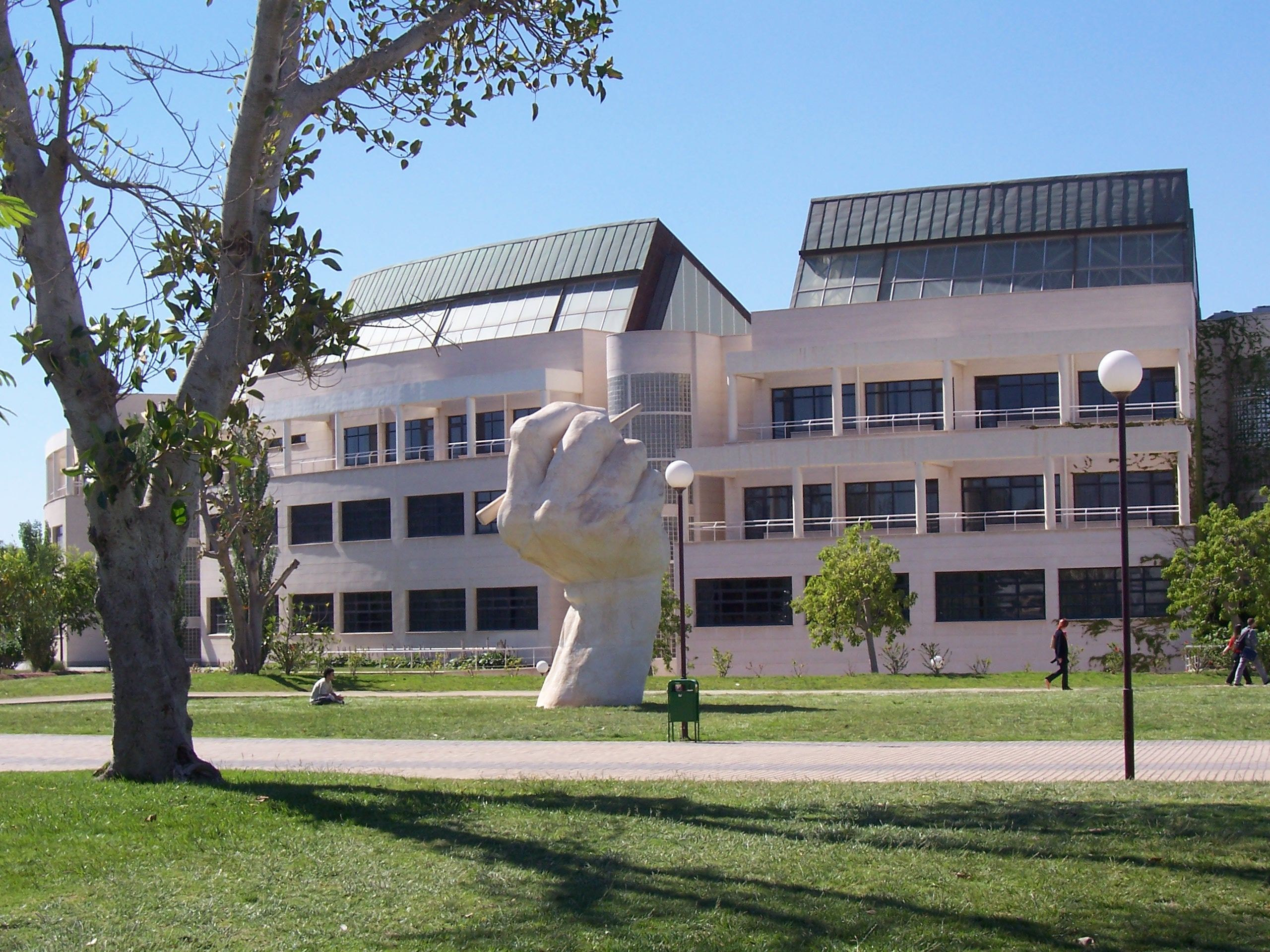
雕塑
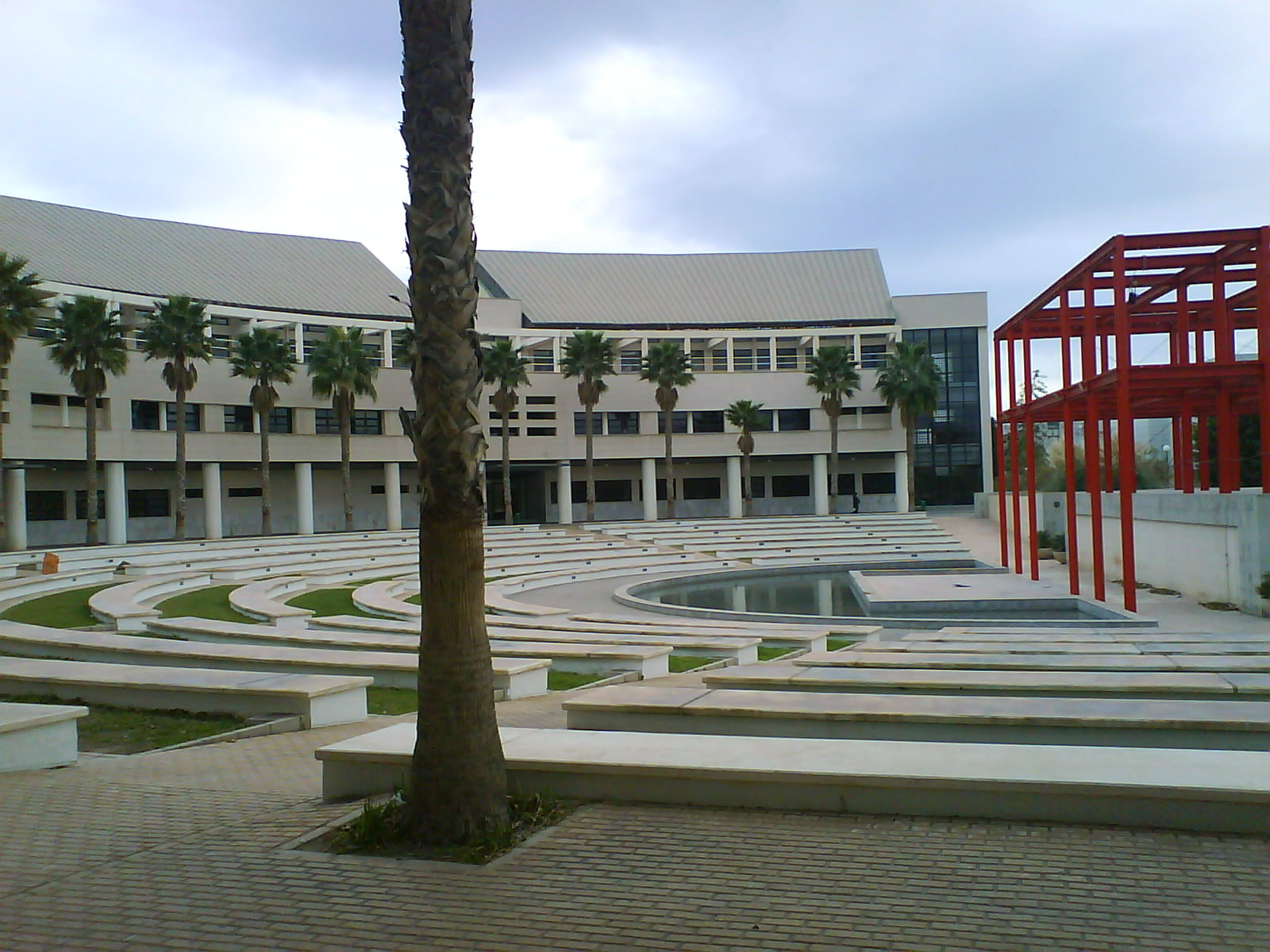
圓形劇場
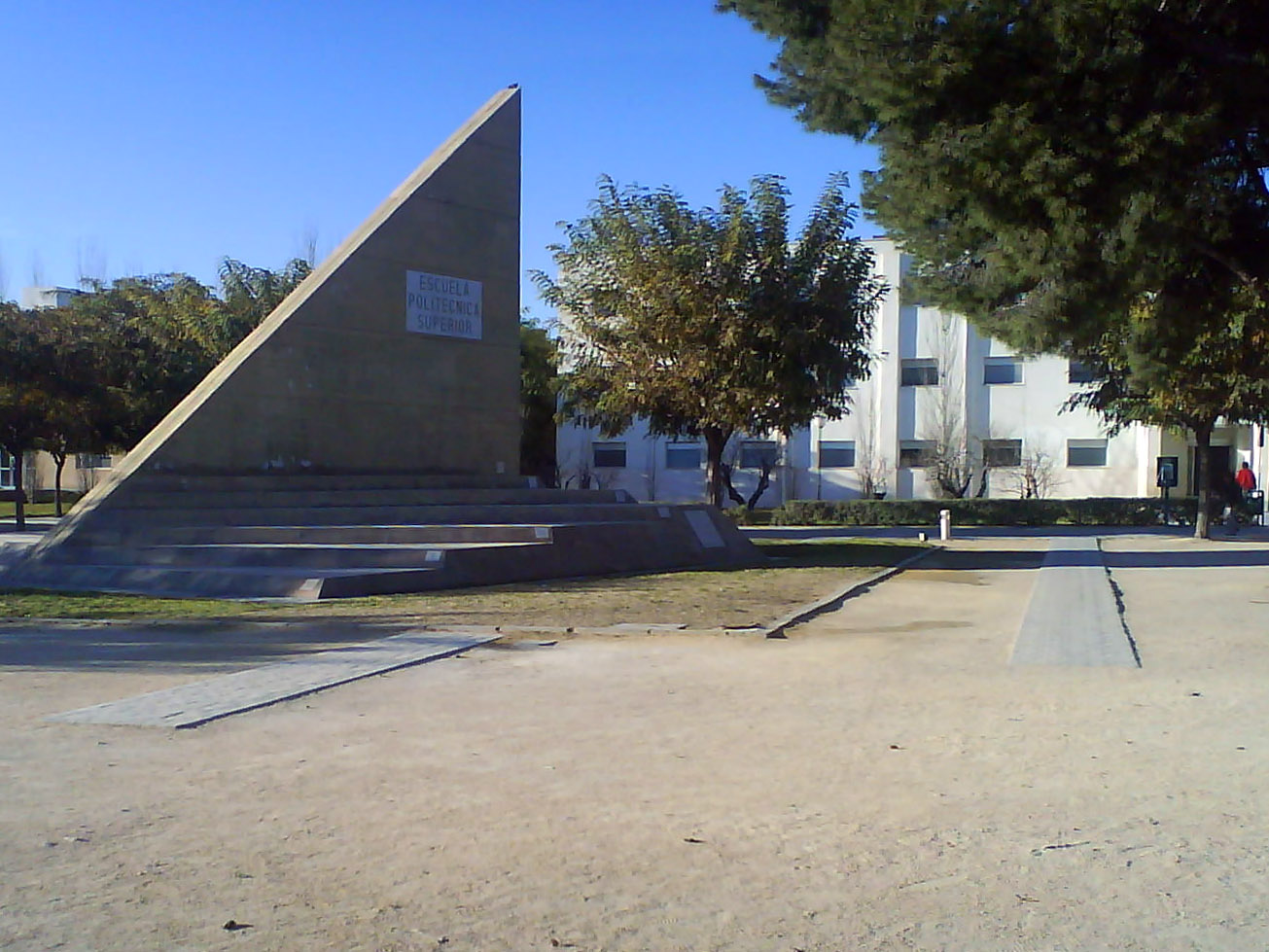
日晷
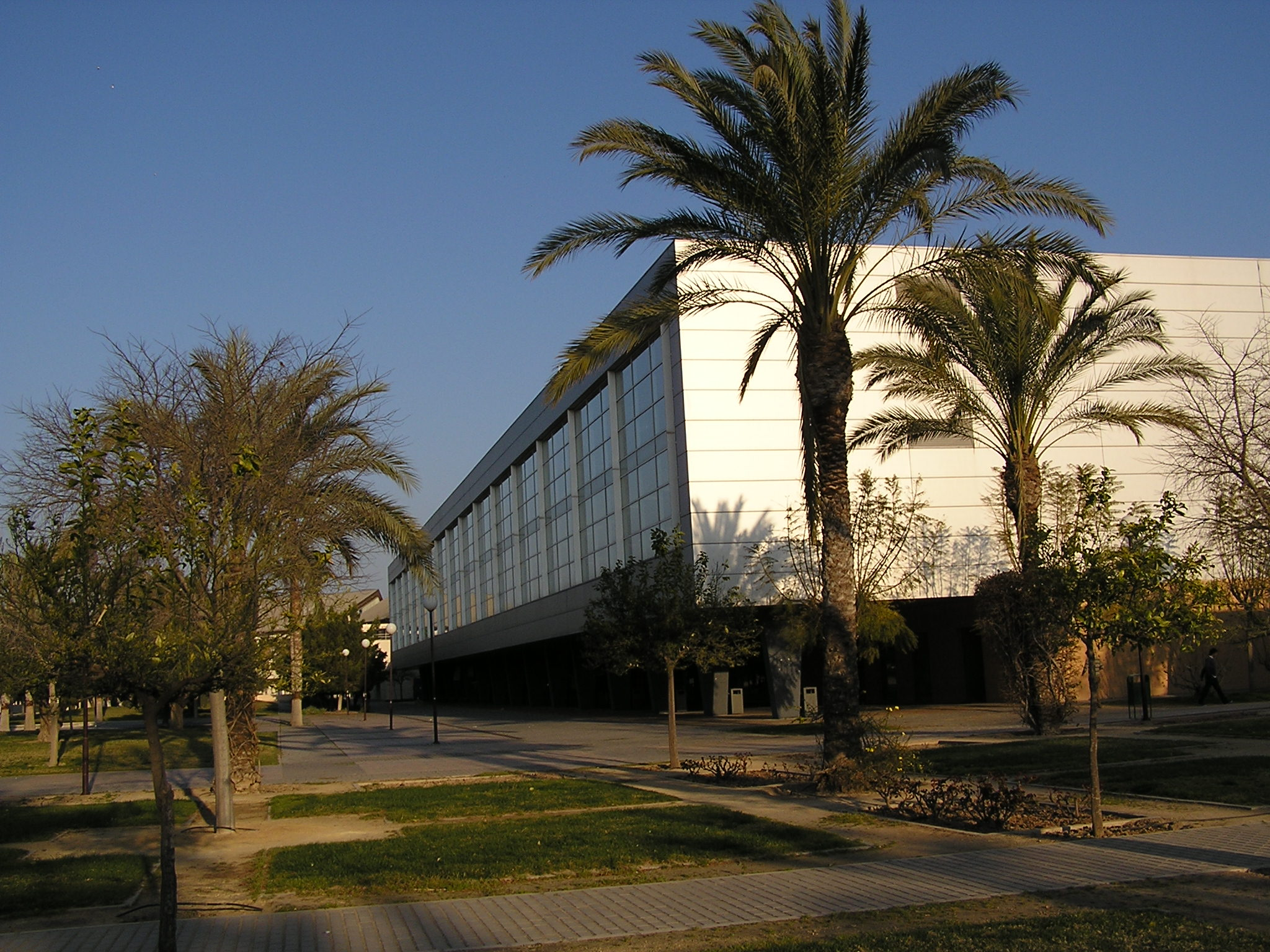
图书馆

## 历任校长
- 安东尼奥·希尔·奥尔西纳（1979-1985）
- 拉蒙·马丁·马特奥（1985-1993）
- 安德烈斯·佩德雷尼奥·穆尼奥斯（1993-2001）
- 萨尔瓦多·奥尔多涅斯·德尔加多（2001-2004）
- 伊格纳西奥·希门内斯·拉内达（2005-2012）
- 曼努埃尔·帕洛马尔·桑斯（2012-）